# Bolleville (Senna Marittima)
Bolleville è un comune francese di 534 abitanti situato nel dipartimento della Senna Marittima nella regione della Normandia.

## Società

### Evoluzione demografica
Abitanti censiti